# Los Angeles Free Press Festival
Das Los Angeles Free Press Festival fand am 20. April 1969 in Venice (Los Angeles) statt. Veranstalter war das Untergrundmagazin Los Angeles Free Press, das seinen Geburtstag mit einem kostenlosen Festival feierte.
Zu den auftretenden Bands und Musikern gehörten Country Joe and the Fish, Spirit, die Nitty Gritty Dirt Band und Taj Mahal. Dazwischen gab es verschiedene politische Ansprachen, insbesondere im Sinne des „Anti-War Movement“. Es gab eine starke Polizeipräsenz zur Sicherung des Events.
Als eine Flasche flog, griff die Polizei ein. Im Nu entstand ein Aufruhr, zahlreiche Besucher und Polizisten wurden verletzt, über 100 Zuschauer verhaftet. Das Festival wurde von den Polizeikräften abgebrochen.
Am nächsten Tag berichtete die Polizei, es habe öffentliche sexuelle Handlungen gegeben, die von Polizisten unterbunden werden sollten. Ebenso sollte gegen den stattfindenden Drogenmissbrauch vorgegangen werden. Daraufhin seien die Polizeikräfte massiv angegriffen worden.